# سفارة ألمانيا في فرنسا
سفارة ألمانيا في فرنسا هي أرفع تمثيل دبلوماسي لدولة ألمانيا لدى فرنسا. تقع السفارة في باريس وهي تهدف لتعزيز المصالح الألمانية في فرنسا.

## وصلات خارجية
- قائمة سفارات ألمانيا
- قائمة السفارات في فرنسا